# 马升昌
马升昌（1961年12月—），男，汉族，山东梁山人，中华人民共和国政治人物，现任西藏自治区人大常委会副主任。